# Анна Елизабет фон Саксония-Лауенбург
Анна Елизабет фон Саксония-Лауенбург (на немски: Anna Elisabeth von Sachsen-Lauenburg; * 23 август 1624 в Ратцебург; † 27 май 1688 в дворец Филипсек при Буцбах-Мюнстер) от род Аскани е принцеса от Саксония-Лауенбург и чрез женитба ландграфиня на Хесен-Хомбург.
Тя е дъщеря на херцог Август от Саксония-Лауенбург (1577–1656) от род Аскани и първата му съпруга Елизабет София фон Шлезвиг-Холщайн-Готорп (1599-1627). Анна Елизабет е гърбава.
Анна Елизабет се омъжва на 2 април 1665 г. в Любек за 40-годишния ландграф Вилхелм Христоф фон Хесен-Хомбург (1625–1681) без да са се виждали преди това.. Тя е втората му съпруга. Оказва се, че тя не може да ражда, а той няма син от първата си съпруга София Елеонора фон Хесен-Дармщат († 7 октомври 1663). Вилхелм Христоф не успява да се разведе и започва връзка с Анна Елизбет фон Люцов, 17-годишната дворцова дама на Анна Елизабет. Когато тя забременява той я скрива във Филипсек. Анна Елизабет е роднина с ландграф Лудиг VI, който заповядва да я отвлекат и заведат със син ѝ в дворец Биденкопф. След това Вилхелм Христоф я завежда със син им на тайно място.
На 24 август 1672 г. Вилхелм Христоф се развежда от Анна Елизабет и ѝ се дава да живее в дворец Филипсек при Буцбах-Мюнстер. Тя се грижи за бедните и основава училища в Боденрод и Майбах. Анна Елизабет умира там на 27 май 1688 г. на 64 години и е погребана в криптата на църквата на Мюнстер.